# Oriental (Marokko)
Oriental is een regio in Marokko. De hoofdstad is Oujda. De regio ligt ten oosten van de regio's Tanger-Tétouan-Al Hoceïma, Fès-Meknès en grenst in het oosten aan Algerije. In het noorden ligt de Middellandse Zee en bevindt zich de Spaanse exclave Melilla. Oriental heeft een oppervlakte van 66.639 km² en heeft 2.294.665 inwoners (2024).
De regio bestaat uit de volgende provincies:
- Berkane
- Driouch
- Figuig
- Guercif
- Jerada
- Nador
- Oujda-Angad
- Taourirt

Naast Oujda, zijn andere grote plaatsen in Oriental:
- Al Aâroui
- Aklim
- Beni Ansar
- Berkane
- Bouarfa
- Driouch
- El Aioun Sidi Mellouk
- Jerada
- Nador
- Taourirt
- Zaio
- Zegzel

Huidige regio's: Béni Mellal-Khénifra · Casablanca-Settat · Dakhla-Oued Eddahab · Drâa-Tafilalet · Fès-Meknès · Guelmim-Oued Noun · Laâyoune-Sakia El Hamra ·  Marrakech-Safi · Oriental · Rabat-Salé-Kénitra · Souss-Massa · Tanger-Tétouan-Al Hoceïma

Oude regio's voor 2015: Chaouia-Ouardigha · Doukala-Abda · Fez-Boulmane · Gharb-Chrarda-Béni Hsen · Grand Casablanca · Guelmim-Es Semara · Laâyoune-Boujdour · Marrakech-Tensift-Al Haouz · Meknès-Tafilalet · Oriental · Oued ed Dahab-Lagouira · Rabat-Salé-Zemmour-Zaer · Souss-Massa-Daraâ · Tadla-Azilal · Tanger-Tétouan · Taza-Al Hoceïma-Taounate